# Wajunici
Wajunici – plemię słowiańskie zamieszkujące na terenach obecnej Grecji (Epir) (okręg Wagenecja).